# Rhyssemus bilyi
Rhyssemus bilyi är en skalbaggsart som beskrevs av Rakovic 2001. Rhyssemus bilyi ingår i släktet Rhyssemus och familjen Aphodiidae. Inga underarter finns listade i Catalogue of Life.